# Eutatus
Eutatus é um gênero extinto de tatus grandes da família Chlamyphoridae. Foi endêmico da América do Sul do Mioceno Inferior ao Pleistoceno Superior, vivendo de 17,5 Milhões a 11.000 anos atrás, com possível sobrevivência até o início do Holoceno (~ 7.500 AP) e existindo por aproximadamente 17,49 milhões de anos. Com base nas proporções de isótopos de carbono, acredita-se que tenha sido um herbívoro que se alimentava de gramíneas.

## Taxonomia
Eutatus foi nomeado por Gervais (1867). A espécie-tipo é Eutatus seguini. Foi atribuído a Dasypodidae por Carroll (1988).

## Distribuição fóssil
Os restos fósseis estão confinados à Argentina e foram encontrados na formação Santa Cruz [en] do Santacruziano [en], na formação Miramar do Ensenadano [en] e na formação Luján do Lujaniano.

## Galeria
- Crânio
- Membros